# Kekerdom

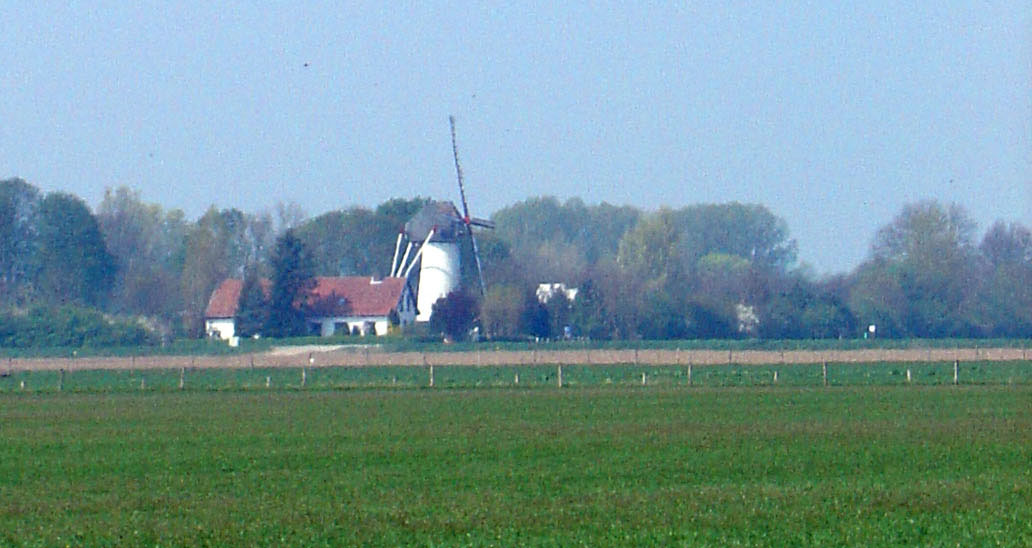
Zicht op Kekerdom met molen vanaf de Zeelandsestraat

Kekerdom is een dorp in de gemeente Berg en Dal in de Nederlandse provincie Gelderland.
Kekerdom ligt ca. 1,5 km ten westen van Millingen aan de Rijn. Op 1 januari 2023 telde het dorp 485 inwoners. Er staan in totaal 192 woningen. Een markant punt voor Kekerdom is de ronde beltmolen "De Duffelt", een korenmolen gebouwd in 1870 aan de Botsestraat. Er wordt alleen nog op vrijwillige basis graan gemalen. Daarnaast staat de kerk buitendijks (als enige in Nederland) waardoor de kerk tijdens hoog water alleen per boot te bereiken is. De Kekerdomse Waard (het uiterwaardengebied langs de Waal bij Kekerdom) maakt deel uit van het Nationaal Landschap “De Gelderse Poort”.

## Geschiedenis
In de Romeinse tijd lag Kekerdom aan de grens van het Romeinse Rijk. De Romeinen bouwden hier een versterking. Kekerdom als dorp ontstond rond 800. Mensen vestigden zich op de oeverwal van de Waal en ontgonnen het beboste gebied. Ook bouwden zij een kapel op de plaats van de huidige kerk. Nadat Kekerdom eerst deel had uitgemaakt van het Karolingische rijk maakte het na de deling van dit rijk deel uit van het Heilige Roomse rijk. Toen ook dit rijk in het tweede millennium verder versnipperd raakte in heerlijkheden, ontstond in Kekerdom de heerlijkheid Spaldrop (een naam die nog steeds in de buurt voortleeft). In 1247 kwam Kekerdom in het bezit van de graven van Gelre. In 1445 verpandde de toenmalige hertog van Gelre vanwege financiële problemen het gebied rond Kekerdom aan de hertog van Kleef. In 1701 kwamen alle enclaves van het hertogdom Kleef in Pruisisch bezit. Kekerdom bleef Pruisisch tot het Wener Congres van 1815. Op dit congres, waar de Europese grootmachten na de val van Napoleon probeerden om orde te scheppen in de Europese lappendeken, werd besloten dat Kekerdom (en het buurdorp Leuth) vanaf 1817 in Nederlandse handen zou komen. Pruisen kreeg in ruil hiervoor het tot dan toe Nederlandse Schenkenschans toebedeeld. Vanaf 1817 maakt Kekerdom deel uit van de Gelderse gemeente Ooij en Persingen, welke gemeente in 1818 werd samengevoegd met de gemeente Beek tot het nieuwe schoutambt (later gemeente) Ubbergen.
Tot en met 31 december 2014 was Kekerdom onderdeel van de gemeente Ubbergen. Op 1 januari 2015 fuseerden Ubbergen, Millingen aan de Rijn en Groesbeek tot de nieuwe gemeente Groesbeek. Per 1 januari 2016 is de naam van de gemeente gewijzigd in Berg en Dal.

## Openbaar vervoer
De lijnen 80 en 82 zorgen voor een busverbinding met Nijmegen.

## Afbeeldingen

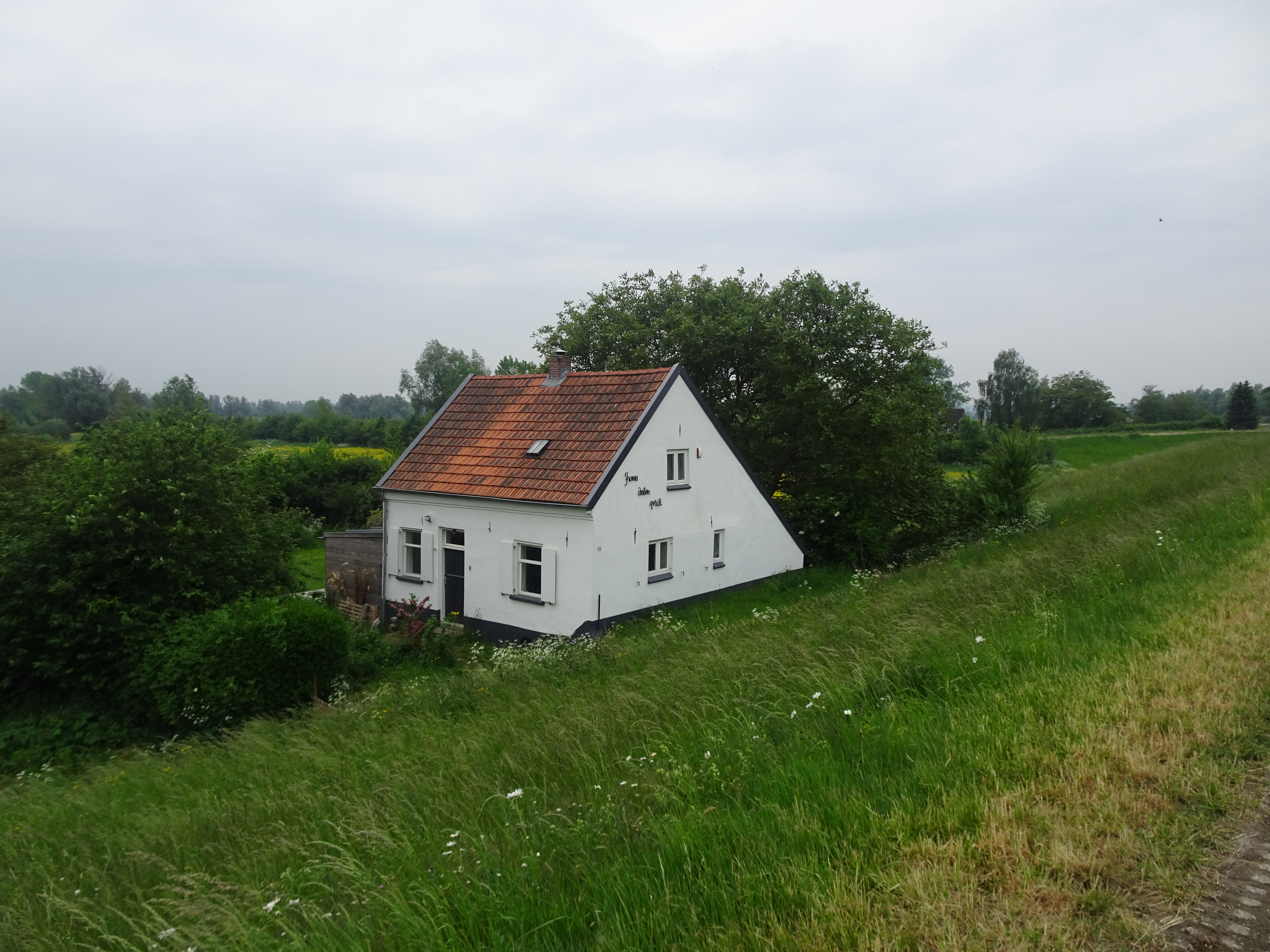
Binnendijkse woning aan de Duffeltdijk
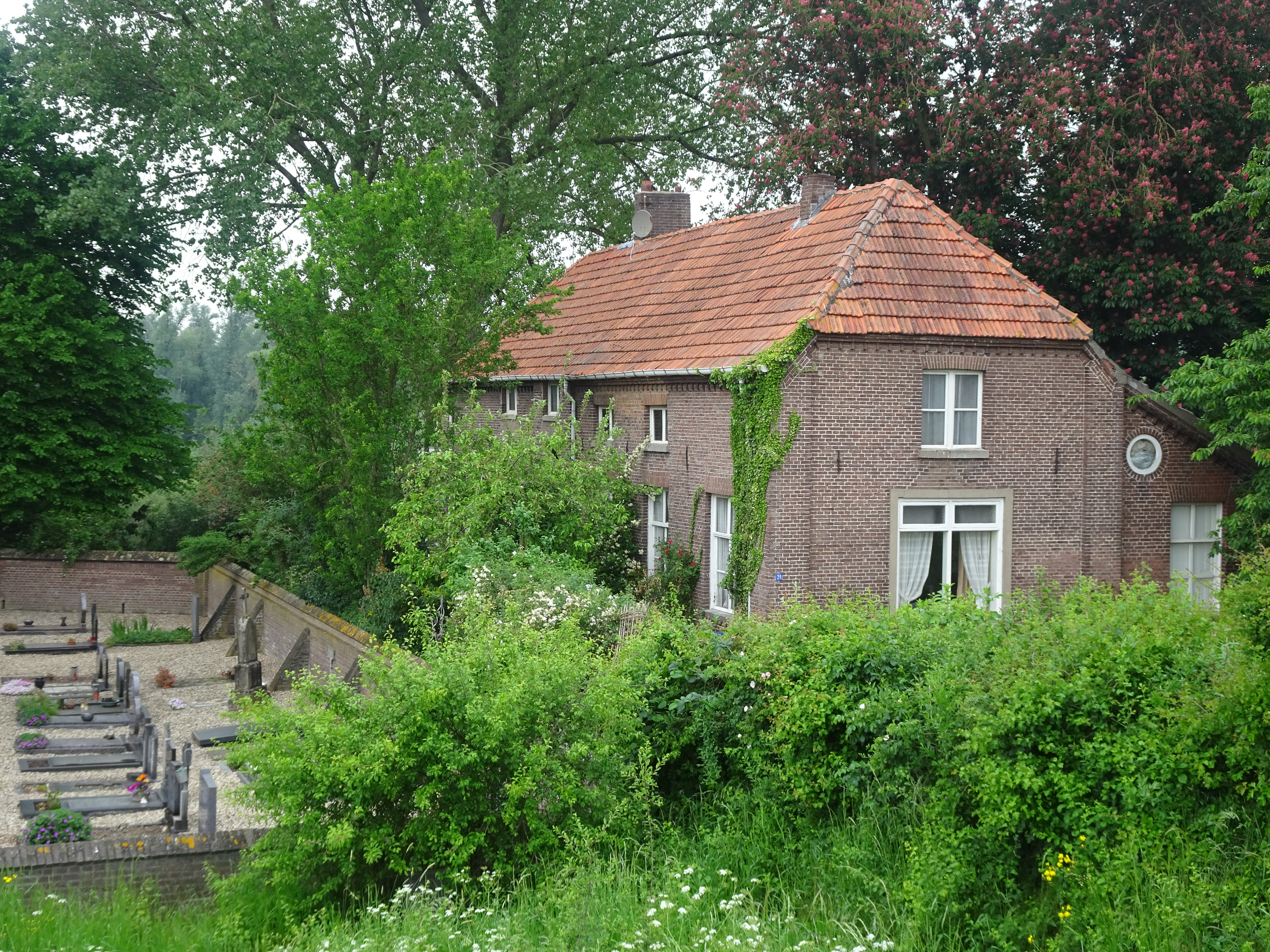
Buitendijkse woning aan de Duffeltdijk
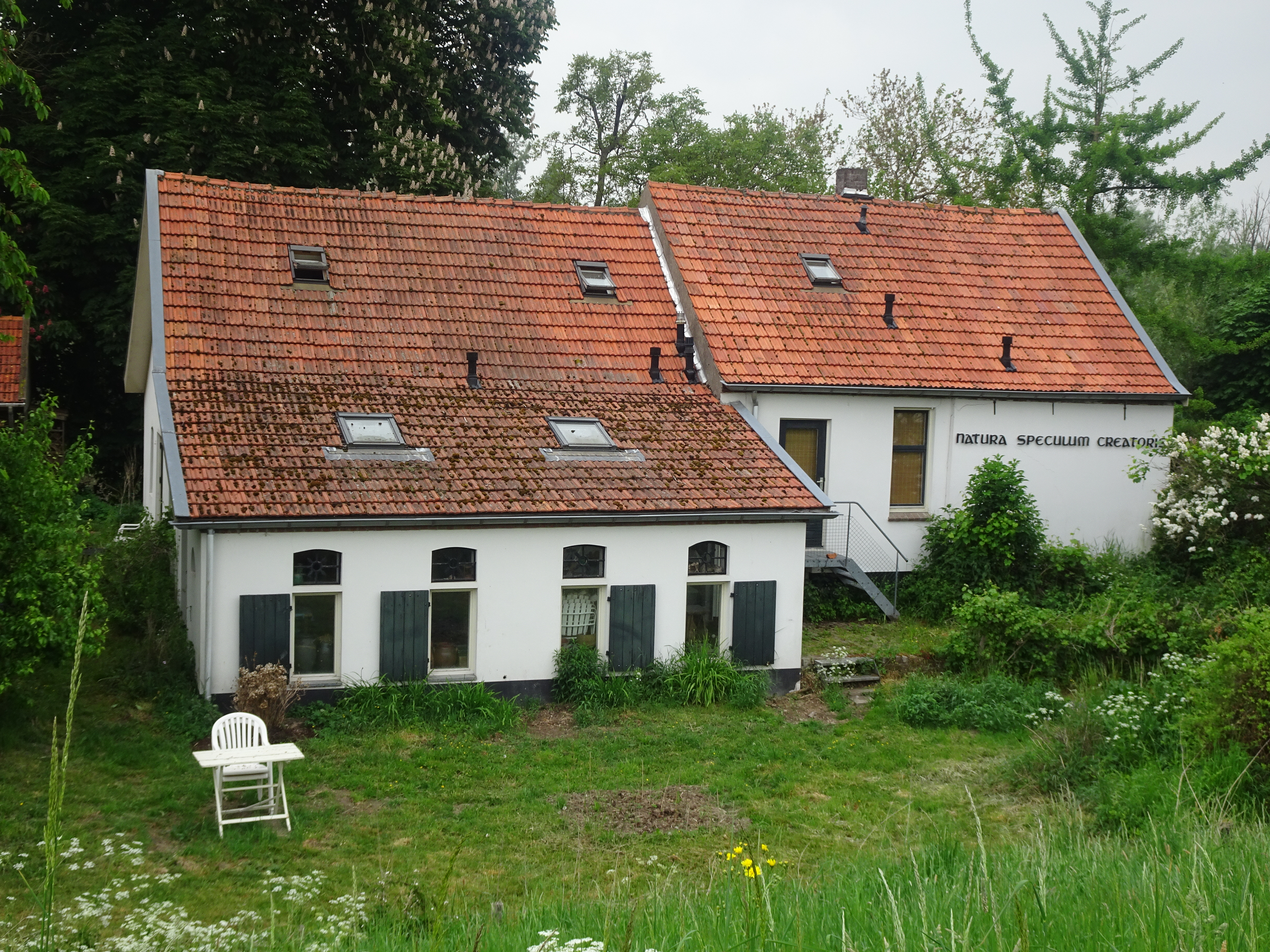
Buitendijkse woning aan de Duffeltdijk
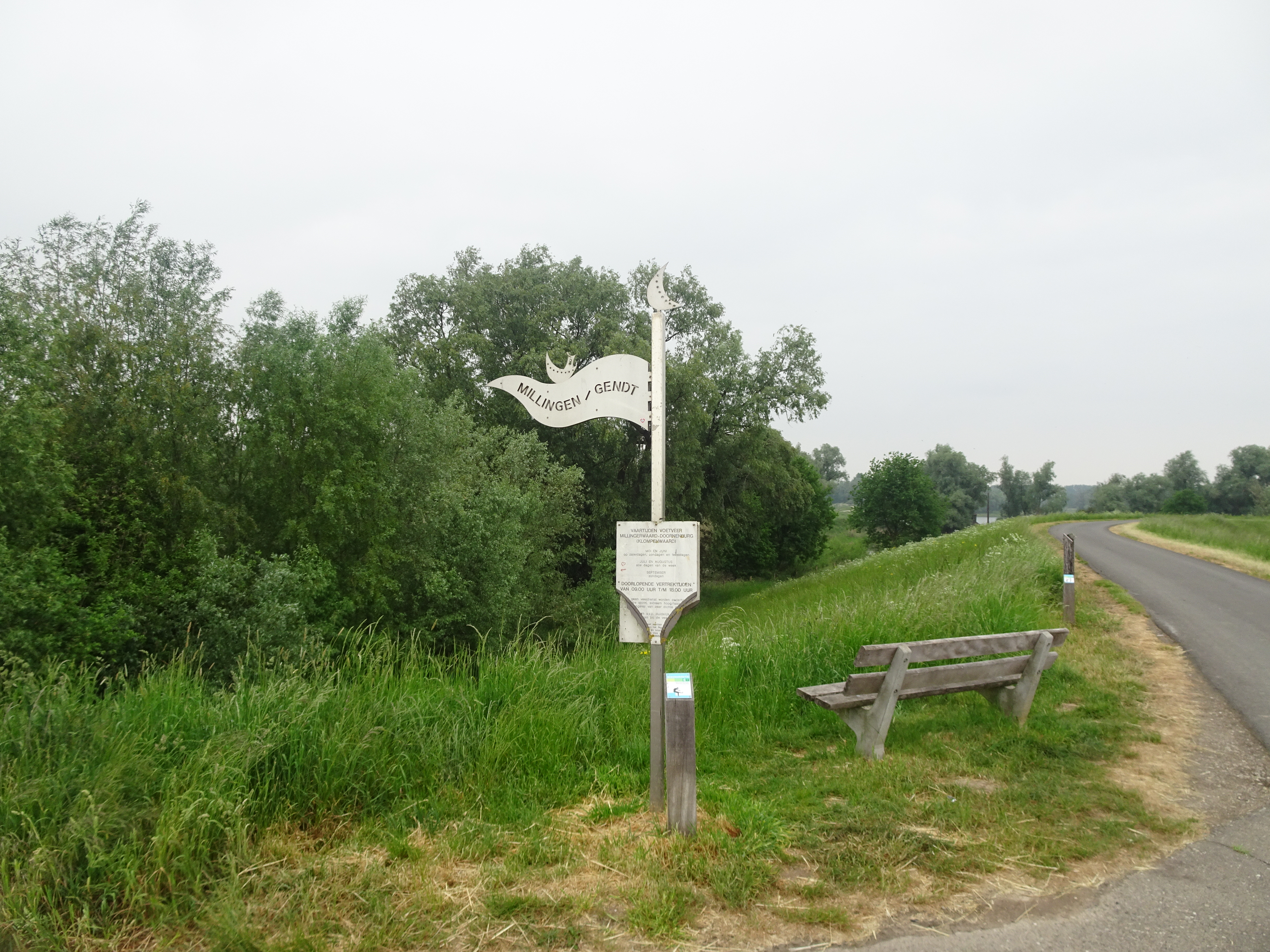
Richtingwijzer Kekerdomse Waard